# 구파해
구파해(仇頗解, ?~?)는 옥저 출신의 백제인이다.

## 생애
25년 10월에 그는 남옥저에서 20여 가구를 이끌고 백제로의 귀화를 요청했으며, 백제 온조왕은 요청을 받아들여 그들을 한산 서쪽에 거주하게 했다.